# Agrotis sesamioides
Agrotis sesamioides là một loài bướm đêm trong họ Noctuidae.